# Rhododendron tsariense
Rhododendron tsariense är en ljungväxtart som beskrevs av John Macqueen Cowan. Rhododendron tsariense ingår i släktet rododendron, och familjen ljungväxter.

## Underarter
Arten delas in i följande underarter:
- R. t. magnum
- R. t. trimoense